# Idgia oculata
Idgia oculata is een keversoort uit de familie Prionoceridae. De wetenschappelijke naam van de soort is voor het eerst geldig gepubliceerd in 1868 door Redtenbacher.